# Île de Purbeck
L'île de Purbeck (Isle of Purbeck) n'est pas réellement une île mais une péninsule. L'île fait partie du district de Purbeck dans le comté du Dorset, en Angleterre.
L'île est bordée par la Manche au sud et à l'est, où des hautes falaises tombent dans la mer. Elle fait partie de la baie de Lyme.

## Municipalités de l'île
- Corfe Castle
- Kingston
- Swanage
- Worth Matravers

## Galerie

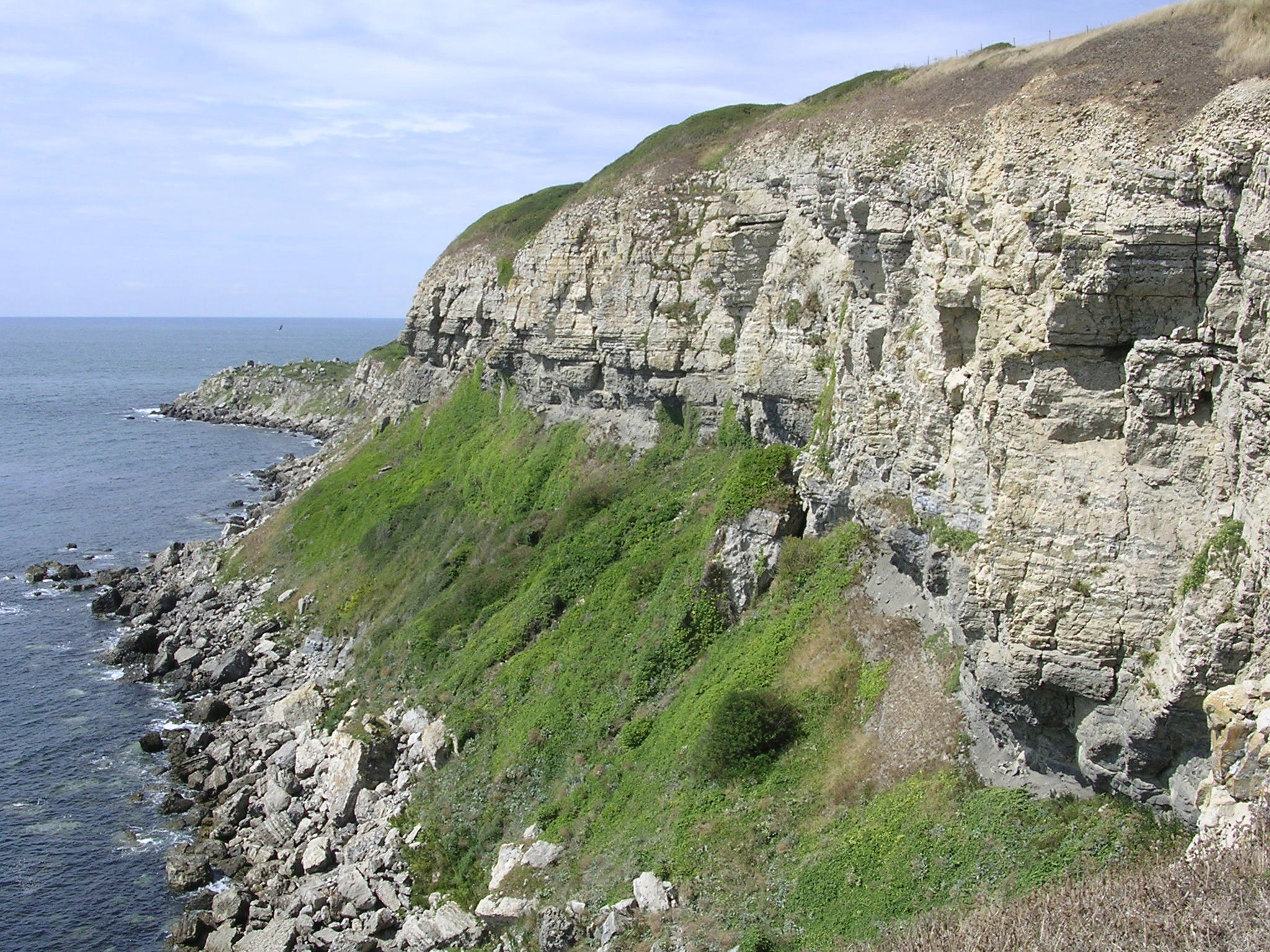
Falaise à l'est de St Alban's Head
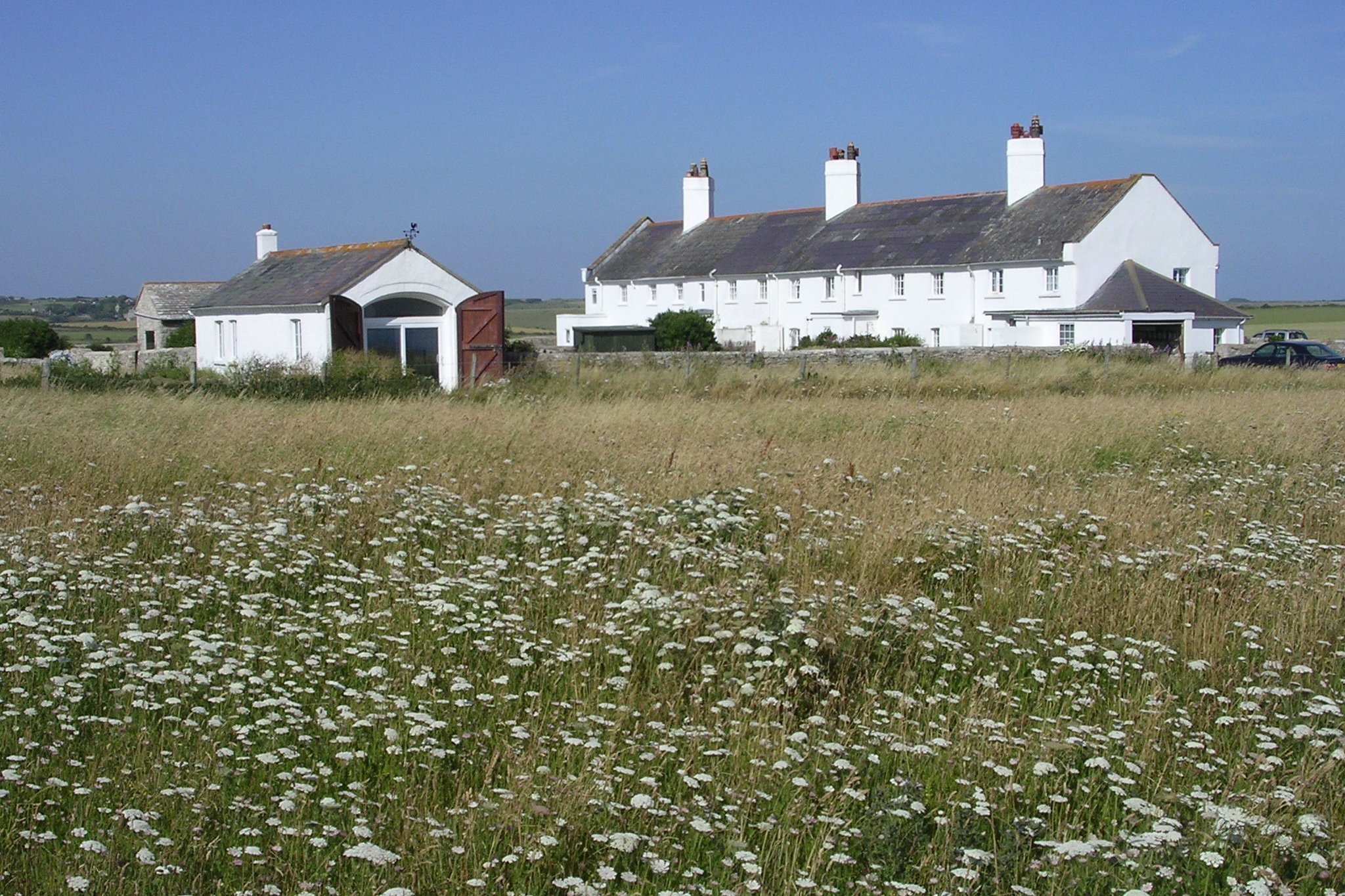
Vieux Coastguard cottages à St Aldhelm's Head
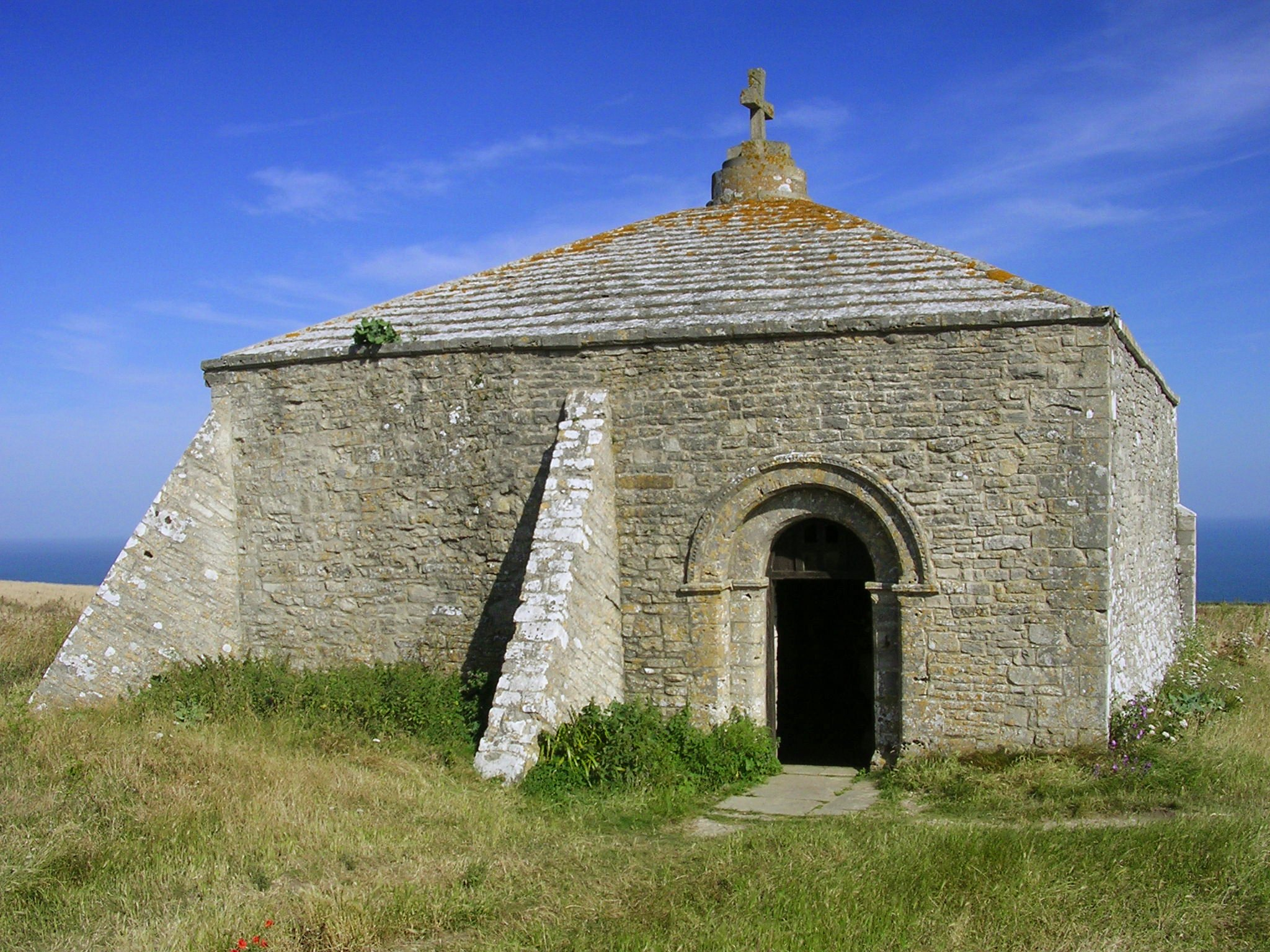
Chapelle St Aldhelme à St Aldhelm's Head
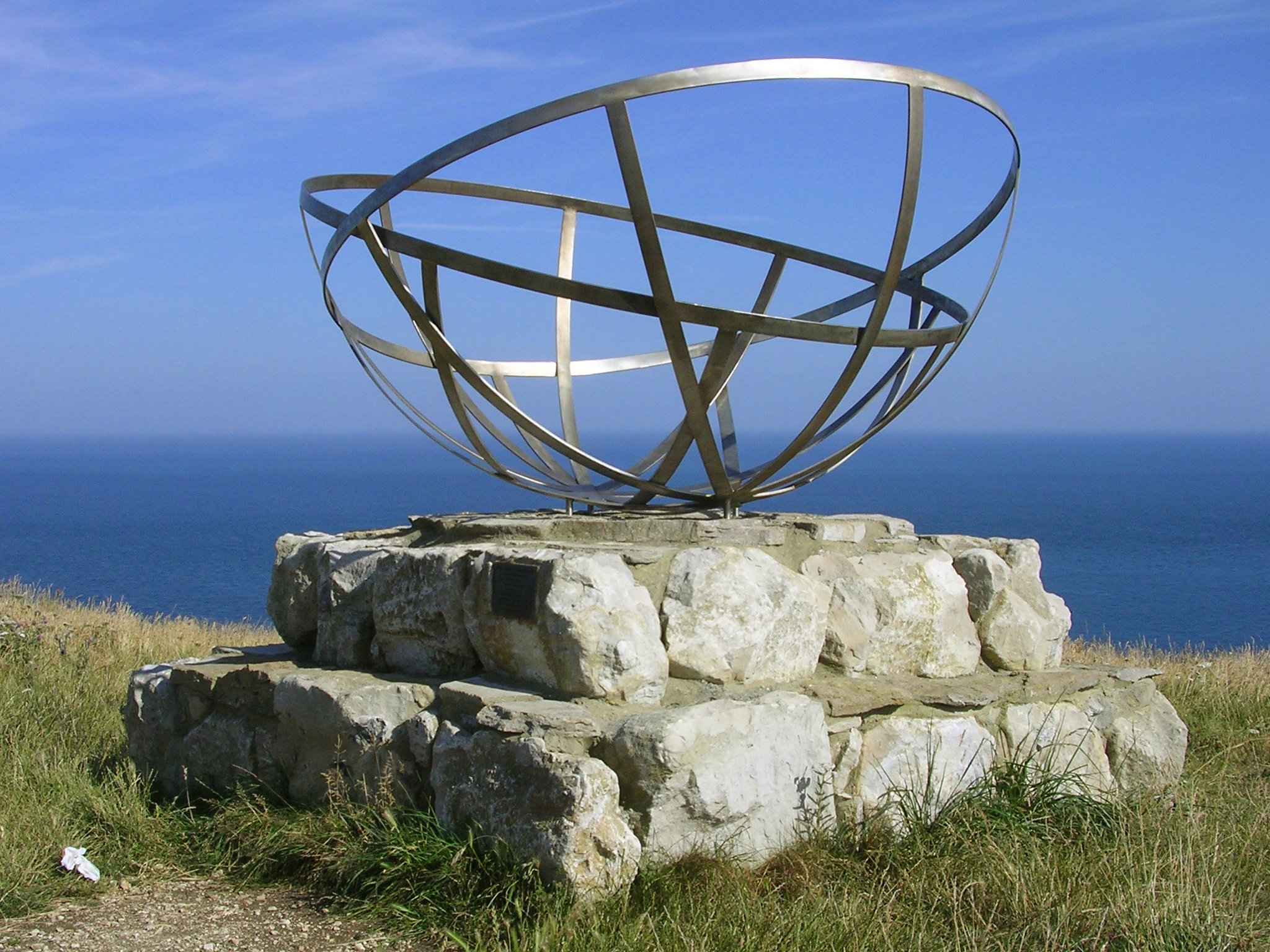
Radar research memorial à St Aldhelm's Head
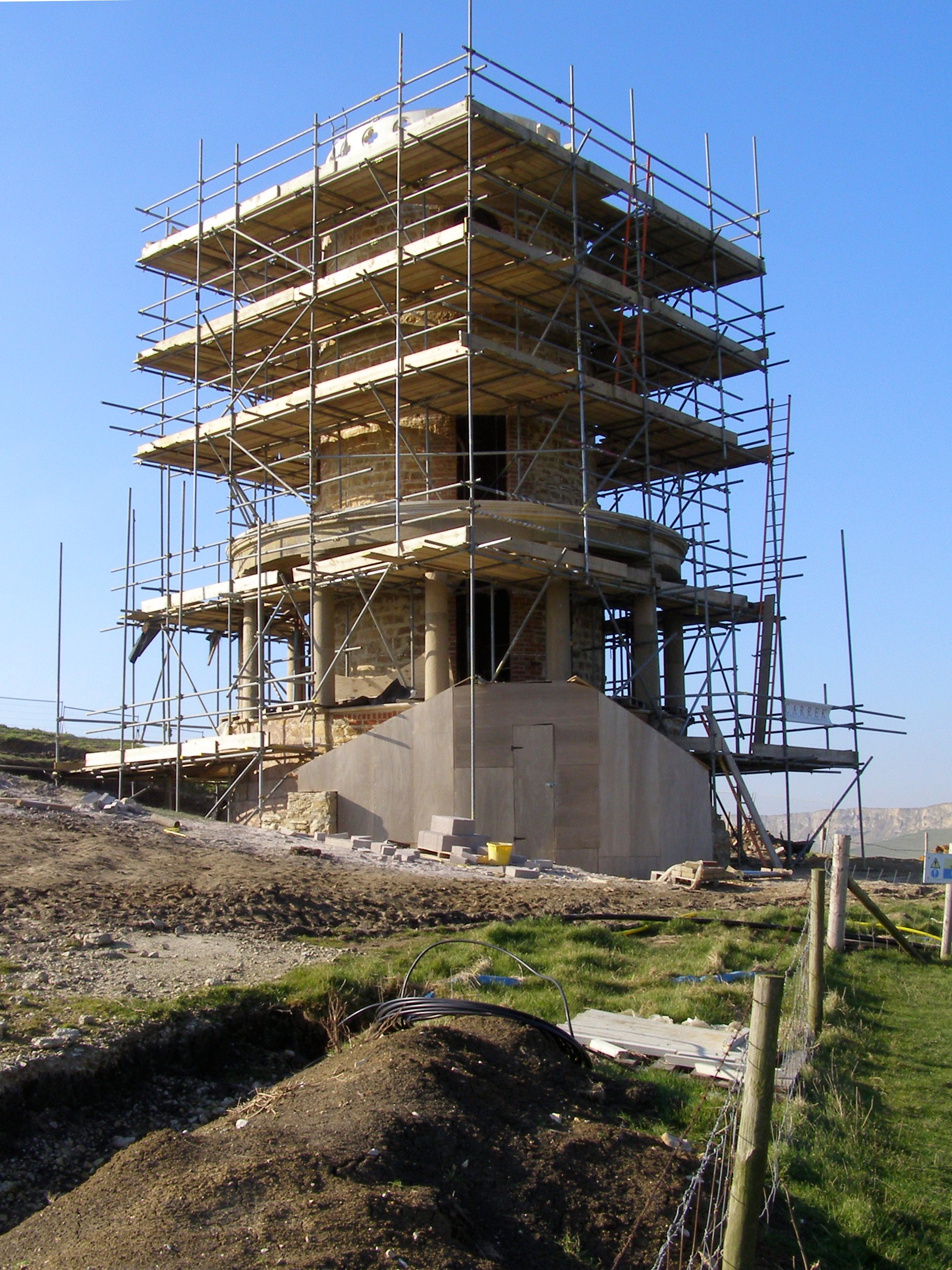
La tour Clavell en reconstruction, baie de Kimmeridge
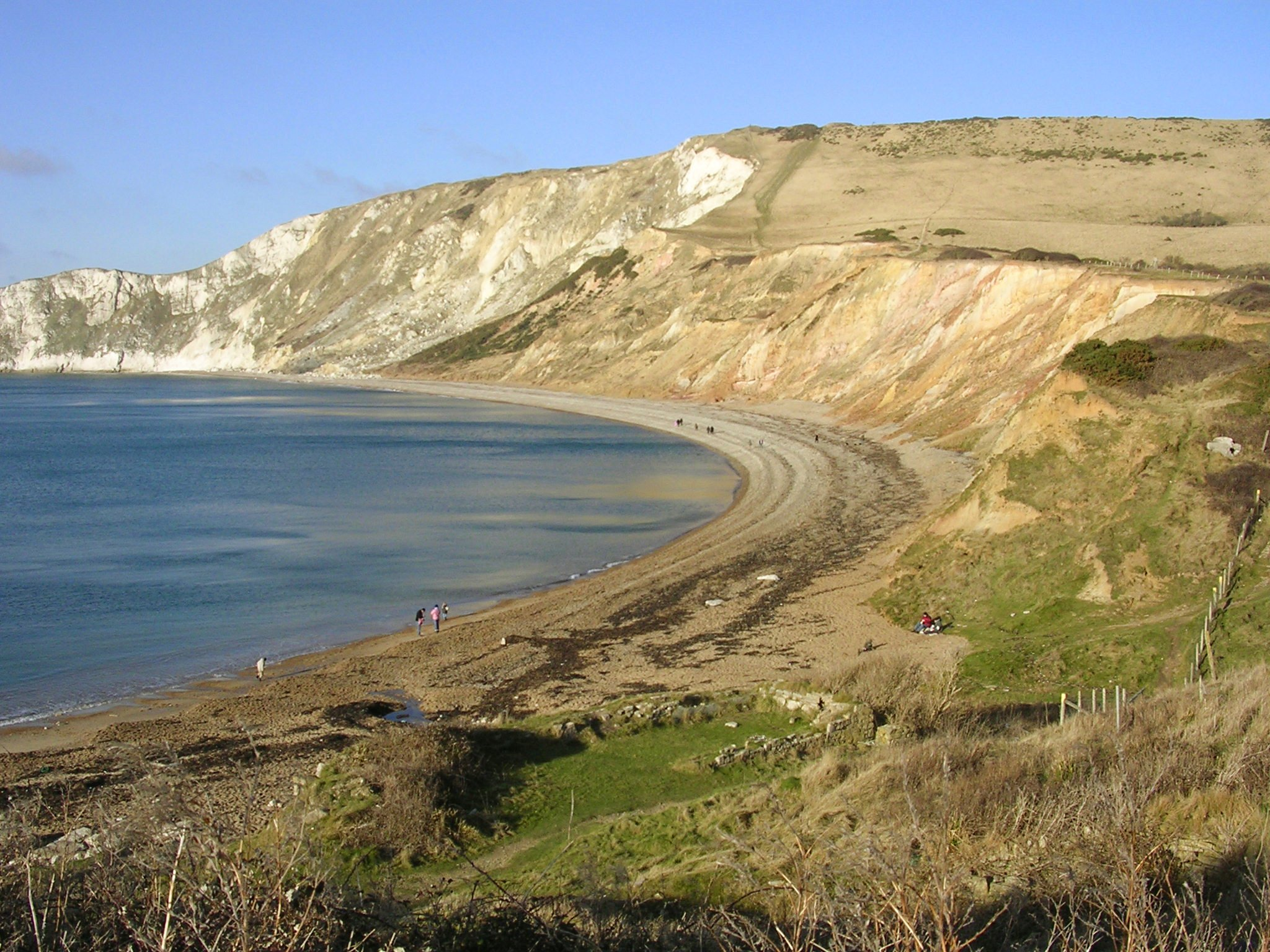
Plage à Worbarrow Bay
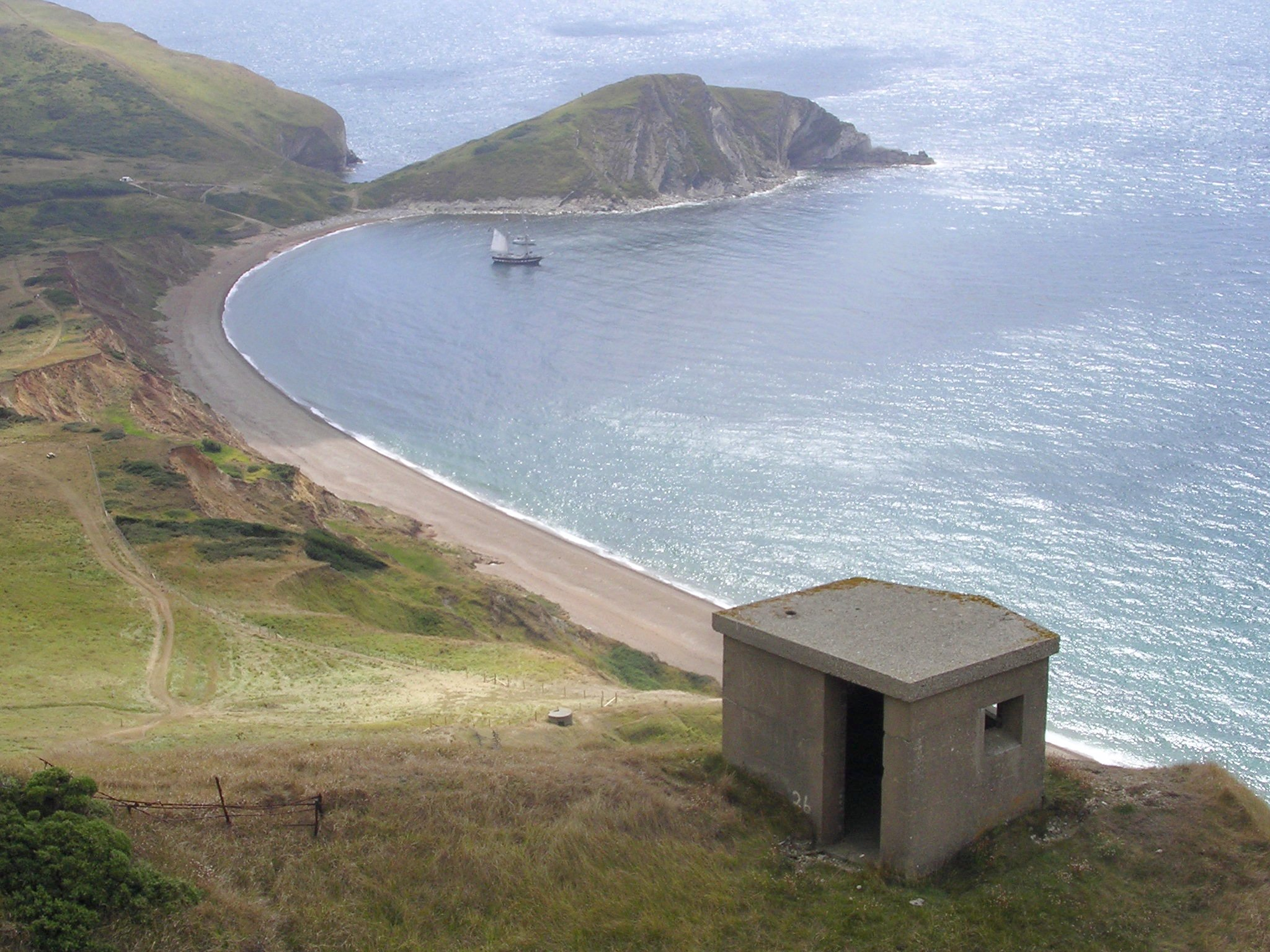
Worbarrow Bay et Tout de Flowers Barrow